# Kanton Lyons-la-Forêt
Kanton Lyons-la-Forêt (fr. Canton de Lyons-la-Forêt) je francouzský kanton v departementu Eure v regionu Horní Normandie. Skládá se ze 13 obcí.

## Obce kantonu
- Beauficel-en-Lyons
- Bézu-la-Forêt
- Bosquentin
- Fleury-la-Forêt
- Les Hogues
- Lilly
- Lisors
- Lorleau
- Lyons-la-Forêt
- Rosay-sur-Lieure
- Touffreville
- Le Tronquay
- Vascœuil